# Cleanin' Out My Closet
"Cleanin' Out My Closet" é uma canção de hip hop do rapper americano Eminem, lançada em 2002 como single de seu álbum The Eminem Show. A canção é baseada em sua infância e relações. Tornou-se o segundo single top-ten do álbum, atingindo # 4 na Estados Unidos Billboard Hot 100 chart, e um dos singles mais bem sucedidos de sua carreira. A música não chegou a n º 1 em qualquer charts estrangeiros, mas foi certificado Platina na Austrália.
Também foi usado no trailer inicial ao filme de Eminem, 8 Mile lançado em novembro do mesmo ano.

## Gráficos
| Gráfico (2002-2003)                 | Melhor posição |
| ----------------------------------- | -------------- |
| Austrália ARIA Charts               | 3              |
| Áustria Ö3 Austria Top 40           | 5              |
| Bélgica Ultratop (Flanders)         | 6              |
| Bélgica Ultratop (Wallonia)         | 10             |
| EUA Billboard Hot 100               | 4              |
| EUA Billboard Hot R&B/Hip-Hop Songs | 11             |
| EUA Billboard Hot Rap Tracks        | 5              |
| Finlândia                           | 10             |
| França SNEP                         | 20             |
| Irlanda                             | 3              |
| Itália FIMI                         | 8              |
| Nova Zelândia RIANZ                 | 5              |
| Noruega VG-lista                    | 4              |
| Países Baixos Dutch Top 40          | 4              |
| Reino Unido UK Singles Chart        | 4              |
| Suécia                              | 3              |
| Suíça                               | 5              |